# 龙冈古庙
龙冈古庙，位于中国广东省江门市开平市水口镇，是一座集宗祠、庙宇于一身的三进古庙。2000年，列入开平市文物保护单位。
龙冈古庙，建于清朝康熙年间，供由刘备、关羽、张飞、赵云塑像，供刘、关、张、赵四姓人士祭祀之用。